# I. A třída Jihomoravské župy 1994/1995
V soubojích 2. ročníku I. A třídy Jihomoravské župy 1994/1995 (jedna ze skupin 6. nejvyšší fotbalové soutěže) se utkalo 28 týmů (ve dvou skupinách po 14 účastnících) dvoukolovým systémem podzim–jaro.

## Skupina A
Zdroj: 
| Poř. | Tým                      | Z  | V  | R  | P  | VG | OG | B  |
| ---- | ------------------------ | -- | -- | -- | -- | -- | -- | -- |
| 1.   | SK Tuřany                | 26 | 17 | 9  | 0  | 53 | 24 | 60 |
| 2.   | SK Moravská Slavia Brno  | 26 | 16 | 4  | 6  | 56 | 29 | 52 |
| 3.   | FC Hustopeče             | 26 | 15 | 3  | 8  | 55 | 36 | 48 |
| 4.   | TJ Minerva Boskovice (N) | 26 | 11 | 5  | 10 | 51 | 41 | 38 |
| 5.   | FK Kunštát               | 26 | 10 | 7  | 9  | 47 | 46 | 37 |
| 6.   | TJ Slovan Břeclav (N)    | 26 | 10 | 4  | 12 | 48 | 39 | 34 |
| 7.   | TJ Hoštice-Heroltice     | 26 | 10 | 4  | 12 | 52 | 58 | 34 |
| 8.   | TJ Sokol Rudice          | 26 | 9  | 6  | 11 | 54 | 53 | 33 |
| 9.   | FC Židlochovice (N)      | 26 | 9  | 6  | 11 | 47 | 51 | 33 |
| 10.  | FC Bučovice              | 26 | 10 | 3  | 13 | 35 | 43 | 33 |
| 11.  | TJ Sokol Lanžhot         | 26 | 8  | 9  | 9  | 38 | 53 | 33 |
| 12.  | FC Slovan Brno           | 26 | 7  | 11 | 8  | 39 | 39 | 32 |
| 13.  | TJ Sokol Dědice          | 26 | 7  | 5  | 14 | 45 | 62 | 26 |
| 14.  | SK Žabovřesky            | 26 | 3  | 4  | 19 | 26 | 72 | 13 |

Poznámky
- Z = Odehrané zápasy; V = Vítězství; R = Remízy; P = Prohry; VG = Vstřelené góly; OG = Obdržené góly; B = Body; (S) = Mužstvo sestoupivší z vyšší soutěže; (N) = Mužstvo postoupivší z nižší soutěže (nováček)
- Břeclavský Slovan převzal místo v I. A třídě Jihomoravské župy – sk. A od mužstva FC Tatran Poštorná „B“, kterému postoupil své místo v I. B třídě Jihomoravské župy – sk. B pro ročník 1994/1995.

|  | Postup do Jihomoravského župního přeboru 1995/1996      |
|  | Sestup do skupin I. B třídy Jihomoravské župy 1995/1996 |

## Skupina B
Zdroj: 
| Poř. | Tým                              | Z  | V  | R  | P  | VG | OG | B  |
| ---- | -------------------------------- | -- | -- | -- | -- | -- | -- | -- |
| 1.   | SK Dolní Kounice                 | 26 | 17 | 6  | 3  | 73 | 21 | 57 |
| 2.   | TJ Sokol Tasovice                | 26 | 17 | 5  | 4  | 54 | 23 | 56 |
| 3.   | SK Buwol Metal Luka nad Jihlavou | 26 | 13 | 6  | 7  | 45 | 29 | 45 |
| 4.   | FC Spartak Velká Bíteš (N)       | 26 | 11 | 10 | 5  | 43 | 29 | 43 |
| 5.   | SKF Jihlava                      | 26 | 11 | 6  | 9  | 39 | 27 | 39 |
| 6.   | TJ Slavoj TKZ Polná              | 26 | 10 | 6  | 10 | 30 | 38 | 36 |
| 7.   | SK Moravské Budějovice           | 26 | 9  | 8  | 9  | 25 | 37 | 35 |
| 8.   | FC Komín                         | 26 | 8  | 9  | 9  | 27 | 28 | 33 |
| 9.   | FC Soběšice                      | 26 | 9  | 6  | 11 | 33 | 36 | 33 |
| 10.  | FC Veverská Bítýška              | 26 | 8  | 7  | 11 | 29 | 43 | 31 |
| 11.  | TJ Pojihlavan ZD Kupařovice      | 26 | 8  | 7  | 11 | 25 | 40 | 31 |
| 12.  | FC ŽĎAS Žďár nad Sázavou „B“     | 26 | 8  | 4  | 14 | 32 | 39 | 28 |
| 13.  | FC Znojmo (S)                    | 26 | 4  | 7  | 15 | 25 | 51 | 19 |
| 14.  | TJ SKP Gavin Třebíč              | 26 | 4  | 3  | 19 | 18 | 57 | 15 |

Poznámky
- Z = Odehrané zápasy; V = Vítězství; R = Remízy; P = Prohry; VG = Vstřelené góly; OG = Obdržené góly; B = Body; (S) = Mužstvo sestoupivší z vyšší soutěže; (N) = Mužstvo postoupivší z nižší soutěže (nováček)

|  | Postup do Jihomoravského župního přeboru 1995/1996      |
|  | Sestup do skupin I. B třídy Jihomoravské župy 1995/1996 |